# Цвишенбрикен
Цвишенбрикен (међумошће) је до 1850. године био самостална општина а данас, као дио Беча, припада дјелимично 2. бечком округу Леополдштату, као и 20. бечком округу, Бригитенауу.

## Историја
Овај дио Беча је добио такво име јер се налази између два Дунавска моста, великог и малог таборског моста, (Taborbrücke). Оснивање насеља 1688. године, као и његово проширивање у сјеверне дијелове Беч тзв. Табора, омогућило је насељавање ове области. Прве грађевине овог насеља су куће и стражарнице које су служиле опорезивачима и стражарима, а касније су изграђене и гостионице, које су зарађивале углавном на путницима и превозницима.
Цвишенбрикен је првобитно припадао Леополдауу. У 1769. години, на захтјев грађана овог насеља саграђена је капела Јоханес-Непомук. 1809. године Французи су опљачкали ову капелу, заједно са црквеном касом.
Преко пута ове капеле саграђен је мањи хотел, у коме су се 25. септембра 1814. године састали  руски царАлександар, Фридрих Вилхелм од Пруске и Франц I.. У сјећање на тај догађај, овај хотелчић је назван „Тројици удружених“ (Zu den drei Alliierten). 1836. године Цвишенбрикен је припао новооснованој црквеној општини Флоридсдорф и од тада почиње цват овога малог мјеста. Мјесто су населили многи радници новоосноване станице (Kaiser-Ferdinand-Nordbahn). Притом су основане фабрика машина, фабрика гаса као и ваљаоница. Овдје је 1849. године Леополд Штефан производио прву робу од гуме у Аустрији.
1850. године Цвишенбрикен је састављен са Бригитенауом, и заједно су припојени тада већ постојећем 2. бечком округу, Леополдштату. Спољашњи Цвишенбрикен (у близини Флоридсдорфа) однесен је између 1870. и 1875. године због регулације Дунава, али је практично премјештен на дунавску ливаду између Флоридсдорферског моста и моста „сјеверне станице“ (Nordbahnbrücke). Такође, и унутрашњи Цвишенбрикен на „царској води“ (Kaiserwasser) је дјелимично однесен. Разсељено становништво повукло се у Донауфелд, Леополдау и Кајзермилен. У наредном времену област се прилично брзо изградила и са Бригитенауом је стопљена у 20. бечки округ са преко 100.000 становника. Јужни дио Цвишенбрикена ипак је остао припојен Леополдштату.
Посљедња велика изградња ове области углавном је рађена на страни Бригитена за вријеме прве аустријске републике. Тада су саграђене и многобројне општинске зграде. Данас су градски дијелови у оба округа веома добро урбанизовани.

## Грб
Грб од Цвишенбрикена приказује језик, окружен ореолом свеца. Ореол је украшен са пет петокраких звијезда. На грбу Бригитенауа овај симбол је израђен на сребрној подлози док је на грбу Леополдауа урађен на плавој подлози. Тај симбол је симбол светог Јоханеса Непомука, заштитника мостова. Неимари моста посветили су овоме заштитнику Непомук капелу, која се првобитно налазила у Цвишенбрикену, али је приликом регулације Дунава, 1875, однесена.